# Allan Clayton
Allan James Clayton (1981) è un tenore britannico.

## Biografia
Allan Clayton ha studiato alla King's School di Worcester, dov'era un corista nella cattedrale, prima di perfezionare gli studi al St John's College di Cambridge e alla Royal Academy of Music. Comincia ad affermarsi nel 2008 grazie alla sua interpretazione nel ruolo di Albert Herring al Festival di Glyndebourne e poi al Théâtre national de l'Opéra-Comique, dove torna nel 2010 come Benedetto nel Béatrice et Bénédict.
Nel 2010 incide su disco il ruolo di Cassio nell'Otello diretto da Colin Davis con la London Symphony Orchestra. Nel 2011 è Lisandro in Sogno di una notte di mezza estate e Castore in Castor et Pollux all'English National Opera. Nel 2012 è Jean/Terzo angelo nella prima mondiale di Written on Skin al Festival d'Aix-en-Provence e l'anno dopo torna a cantare la parte alla Royal Opera House. Nel 2015 torna a Glyndebourne per cantare in The Rape of Lucretia, mentre nel 2016 torna al London Coliseum come Tamino ne Il flauto magico. Nel dicembre 2019 debutta al Teatro alla Scala nell'oratorio L'Enfance du Christ di Hector Berlioz.
Nel 2022 esordisce al Metropolitan Opera House come protagonista nell'Hamlet e nella stagione seguente vi torna nei panni di Peter Grimes, ruolo in cui aveva esordito al Teatro Real nel 2021 e con cui fa il suo esordio all'Opéra national de Paris nel 2023. Inaugura la stagione 2023/2024 della Royal Opera House cantando nel ruolo dell'eponimo protagonista in Jephtha. Nel 2025 vinse il Premio Laurence Olivier per la sua interpretazione in Festen al Covent Garden.